# Pseudoanthidium enslini
Pseudoanthidium enslini là một loài Hymenoptera trong họ Megachilidae. Loài này được Alfken mô tả khoa học năm 1928.